# الفرع آل احمد العاتمية

تعديل مصدري - تعديل

الفرع آل احمد العاتميه هي إحدى قرى عزلة  الوضيع بمديرية الوضيع التابعة لمحافظة أبين، بلغ تعداد سكانها 85 نسمة حسب تعداد اليمن لعام 2004.